# Lise Van Hecke
Lise Van Hecke (Sint-Niklaas,1 de julho de 1992) é uma jogadora de voleibol belga,que atua na posição de oposto e vencedora da medalha de bronze no Campeonato Europeu  no ano de 2013 e vice-campeã da Liga Europeia no mesmo ano. Atualmente a jogadora defende a equipe do Molico Nestlé.

## Clubes
| Club                  | De        | À         |
| --------------------- | --------- | --------- |
| Asterix Kieldrecht    | 2008-2009 | 2010-2011 |
| Tiboni Urbino         | 2011-2012 | 2012-2013 |
| Piacenza              | 2013-2014 | 2014-2015 |
| Osasco Voleibol Clube | 2015      | 2016      |

## Prêmios Individuais
- Melhor Oposta da Copa Bélgica de Voleibol Feminino de 2008
- Melhor Atacante da Copa Bélgica de Voleibol Feminino de 2008
- MVP da Copa Bélgica de Voleibol Feminino de 2010
- Maior Pontuadora da Copa Bélgica de Voleibol Feminino de 2010
- Melhor Oposta da Copa Bélgica de Voleibol Feminino de 2010
- MVP da Liga Bélgica A de Voleibol Feminino de 2009/10
- MVP do Campeonato Europeu de Voleibol Feminino Sub-18 de 2009
- Maior Pontuadora do Campeonato Europeu de Voleibol Feminino Sub-18 de 2009
- Melhor Atacante do Campeonato Europeu de Voleibol Feminino Sub-18 de 2009
- Maior Pontuadora do Campeonato Mundial de Voleibol Feminino Sub-18 de 2009
- Maior Pontuadora do Campeonato Mundial de Voleibol Feminino Sub-20 de 2011
- Melhor Sacadora do Campeonato Mundial de Voleibol Feminino Sub-20 de 2011
- MVP da Liga Italiana A1 de Voleibol Feminino de 2012/13
- Maior Pontuadora da Liga Italiana A1 de Voleibol Feminino de 2012/13
- Melhor Atacante da Liga Italiana A1 de Voleibol Feminino de 2012/13
- Maior Pontuadora do Campeonato Europeu de Voleibol Feminino de 2013